# Litér
Litér község Veszprém vármegyében, a Balatonalmádi járásban.

## Fekvése
Litér a Balaton-felvidék keleti szélén, a litéri törés mentén fekszik, Balatonfűzfőtől 5 kilométerre északra, a 8-as főúttól bő 2 kilométerre délre, Veszprémtől pedig 9 kilométerre keletre.
Több, egymástól korban és stílusban eltérő településrészből áll, sőt a közigazgatási területének van egy teljesen különálló, exklávé jellegű része is, a központtól néhány kilométerre délkeletre, Balatonfűzfő ipari övezetének északi része és Papkeszi között; ez utóbbi területrész lényegében lakatlan.
A közvetlenül határos települések: észak és kelet felől Királyszentistván, délkelet felől Balatonfűzfő, dél felől Balatonalmádi, délnyugat felől Szentkirályszabadja, nyugat felől pedig a megyeszékhely, Veszprém. Exklávé jellegű, különálló településrésze révén határos még kelet felől Vilonyával és délkelet felől Papkeszivel is.

### Megközelítése
Legfontosabb közúti megközelítési útvonala a 72-es főút, mely közvetlenül a belterülete keleti szélén húzódik a Balaton és Veszprém között, hozzávetőlegesen délkelet-északnyugati irányban. A község területének déli részén ágazik ki a főútból, annak 3. kilométere közelében, kelet felé a 7216-os út, Királyszentistván és Sóly irányában, valamint itt ér véget a 7202-es út is, amely Berhida és Székesfehérvár térségével kapcsolja össze a települést.
Exklávé jellegű, lakatlan külterületén egy szakaszon áthalad a 710-es főút és a 7213-as mellékút is.

## Közélete

### Polgármesterei
- 1990–1994: Ertl Pál (független)[3]
- 1994–1998: Ertl Pál (független)[4]
- 1998–2000: Dr. Horváth Balázs Béláné (független)[5]
- 2001–2002: Ertl Pálné (független)[6][7]
- 2002–2006: Szedlák Attila (független)[8]
- 2006–2010: Szedlák Attila (független)[9]
- 2010–2014: Szedlák Attila (Fidesz-KDNP)[10]
- 2014–2019: Szedlák Attila (Fidesz-KDNP)[11]
- 2019–2022: Varga Mihály (független)[12]
- 2022–2024: Osváth Örs (független)[13]
- 2024– : Osváth Örs (független)[1]

A településen 2001. február 11-én időközi polgármester-választást (és képviselő-testületi választást) tartottak, az előző képviselő-testület önfeloszlatása miatt.
A 2019. október 13-án megtartott rendes polgármester-választás után Litéren nem lehetett jogerős eredményt hirdetni, mert az egyik jelölt (a választáson minimális szavazatszámmal alulmaradt korábbi fideszes polgármester) fellebbezést nyújtott be, és végül a Győri Ítélőtáblának kellett döntenie a kérelem ügyében. A táblabíróság úgy határozott, hogy a Pk.IV.25.674/2019/4. számú döntésével elrendeli a szavazás megismétlését a polgármester-választás tekintetében, a település 1. szavazókörében. A megismételt szavazás időpontját 2019. november 10-re tűzték ki; ezen a korábbi polgármester hat szavazattal kapott kevesebbet független kihívójánál.
2022. június 26-án ismét időközi polgármester-választást (és képviselő-testületi választást) kellett tartani a községben, 2001-hez hasonlóan ezúttal is azért, mert a képviselő-testület – 2021. szeptember 30-án – feloszlatta magát. A választáson a hivatalban lévő polgármester is elindult, de alulmaradt két kihívójának egyikével szemben.

## Népesség
A település népességének változása:
| Lakosok száma | 2127 | 2163 | 2168 | 2210 | 2142 | 2174 | 2208 |
|               | 2013 | 2014 | 2015 | 2021 | 2022 | 2023 | 2024 |

A 2011-es népszámlálás során a lakosok 88,5%-a magyarnak, 0,8% németnek, 0,8% cigánynak, 0,2% románnak mondta magát (11,4% nem nyilatkozott; a kettős identitások miatt a végösszeg nagyobb lehet 100%-nál). A vallási megoszlás a következő volt: római katolikus 32,7%, református 15,3%, evangélikus 1,6%, görögkatolikus 0,6%, felekezeten kívüli 21,6% (27,1% nem nyilatkozott).
2022-ben a lakosság 89,9%-a vallotta magát magyarnak, 0,9% németnek, 0,6% cigánynak, 0,1-0,1% örménynek, románnak, ukránnak és szlováknak, 2,7% egyéb, nem hazai nemzetiségűnek (10% nem nyilatkozott; a kettős identitások miatt a végösszeg nagyobb lehet 100%-nál). Vallásuk szerint 27% volt római katolikus, 12,9% református, 1,4% evangélikus, 0,6% görög katolikus, 0,7% egyéb keresztény, 0,6% egyéb katolikus, 16,2% felekezeten kívüli (40,7% nem válaszolt).

## Nevezetességei
- Református templom:

A 11. századtól a veszprémi püspökség káptalani testülethez tartozó falu és a temploma a 15. századtól már magánföldesurak birtokába került. A falu temploma feltételezetten Árpád-kori. Alaprajzi rendszere: egyhajós, keletelt, egyenes záródású szentéllyel. A templomot a későbbiekben bővítéssel részben átalakították.
A napjainkban látható - simára vakolt falfelület előtt álló - homokkőből épült díszes udvari déli (oldal)kapuja egy már korábban meglevő, szerényebb kapu helyén készült, a 13. század második felében. A kapuépítmény román stílusú architektúráját a franciaországi Chartresben kialakult oszlopszobros kaputípus első magyarországi jelentkezésének tekintik.
A kifelé szélesedő bejárat (kapubéllet) feletti timpanon-formájú háromszög mező félkörszerű – csak nagyon diszkréten szamárhát-ívelésű - mélyületében eredetileg „Krisztus az angyalok közt” témájú relief-ábrázolás volt, ez ma csak helyének maradványaiból következtethető. A kifelé szélesedő bejárat nyugati oldalán az idősebb Jakab-apostol szoboralakja látható. Feltételezhető, hogy a hasonló, keleti oldali elpusztult szobor Péter-apostolt ábrázolhatta. Az oldali  oszloplábazatok alatt egy-egy hason fekvő, mellső mancsai közt emberfejet tartó oroszlánok helyezkednek el. Ugyancsak román koriak a növény- és állatmotívumos oszlopfejezetek és párkányelemek is.
A 18. században ide telepedett reformátusok állították helyre az időközben leromlott állapotú templomot. Ma is a reformátusok templomaként működik. Belső puritán jellegű kialakítása, fa karzatai és bútorzata is erre jellemző. 
A műemlék régészeti kutatását, feltárását és helyreállítását az Országos Műemléki Felügyelőség 1965.1968. között végezte el.
Litéren halt mártírhalált 1945. március 23-án egy szovjet katona golyója által Bódi Mária Magdolna.

## Képek

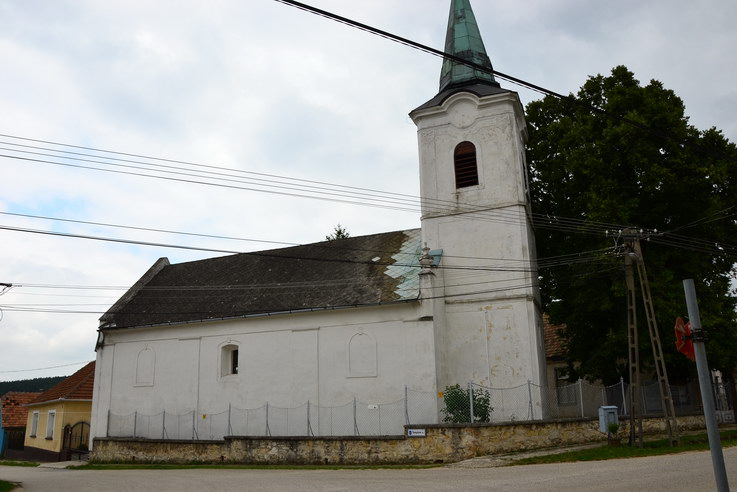
Litér - református templom
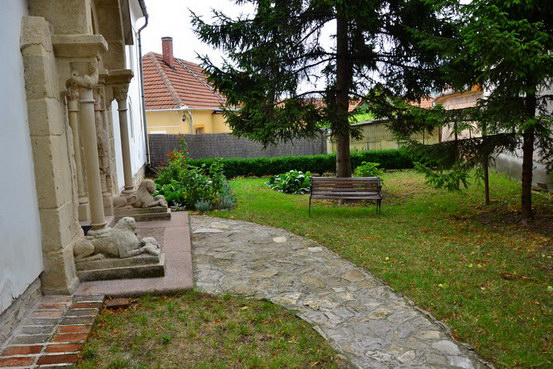
Kapu
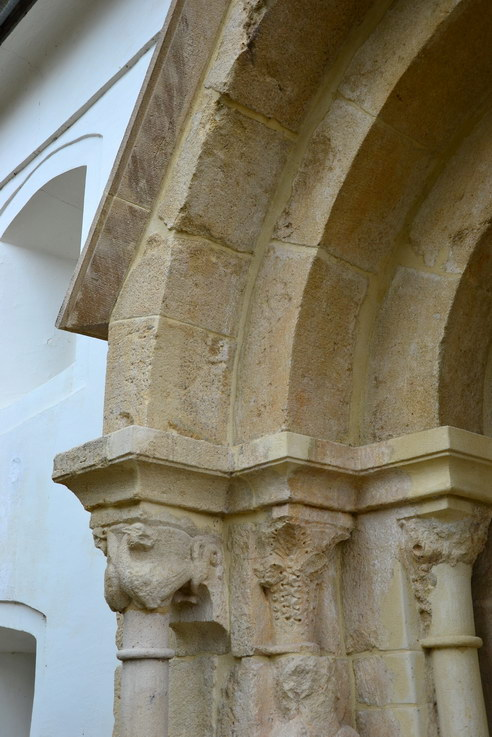
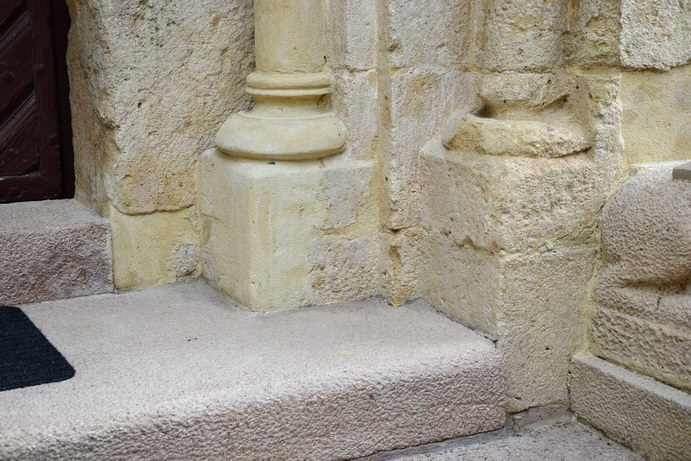
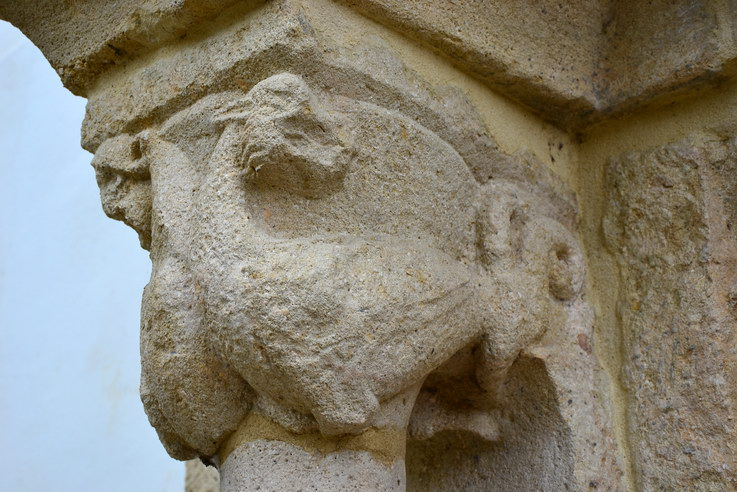
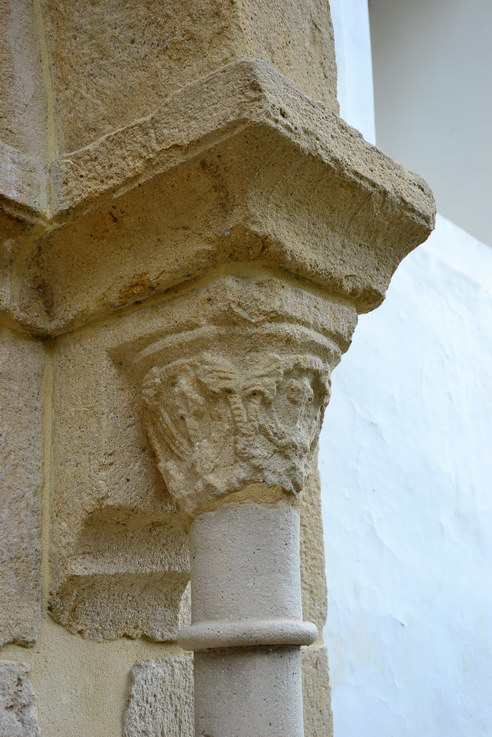
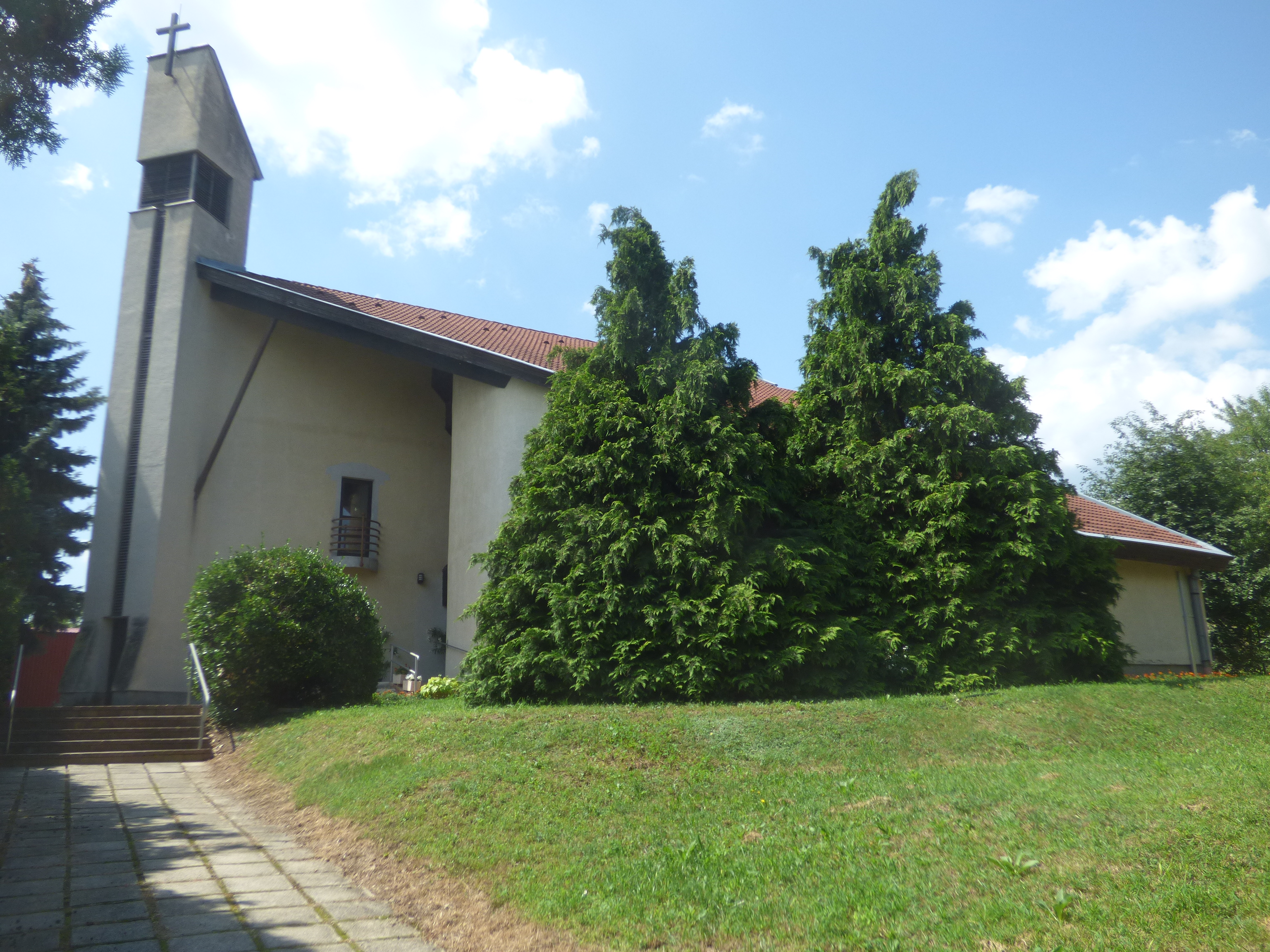
Litér katolikus temploma
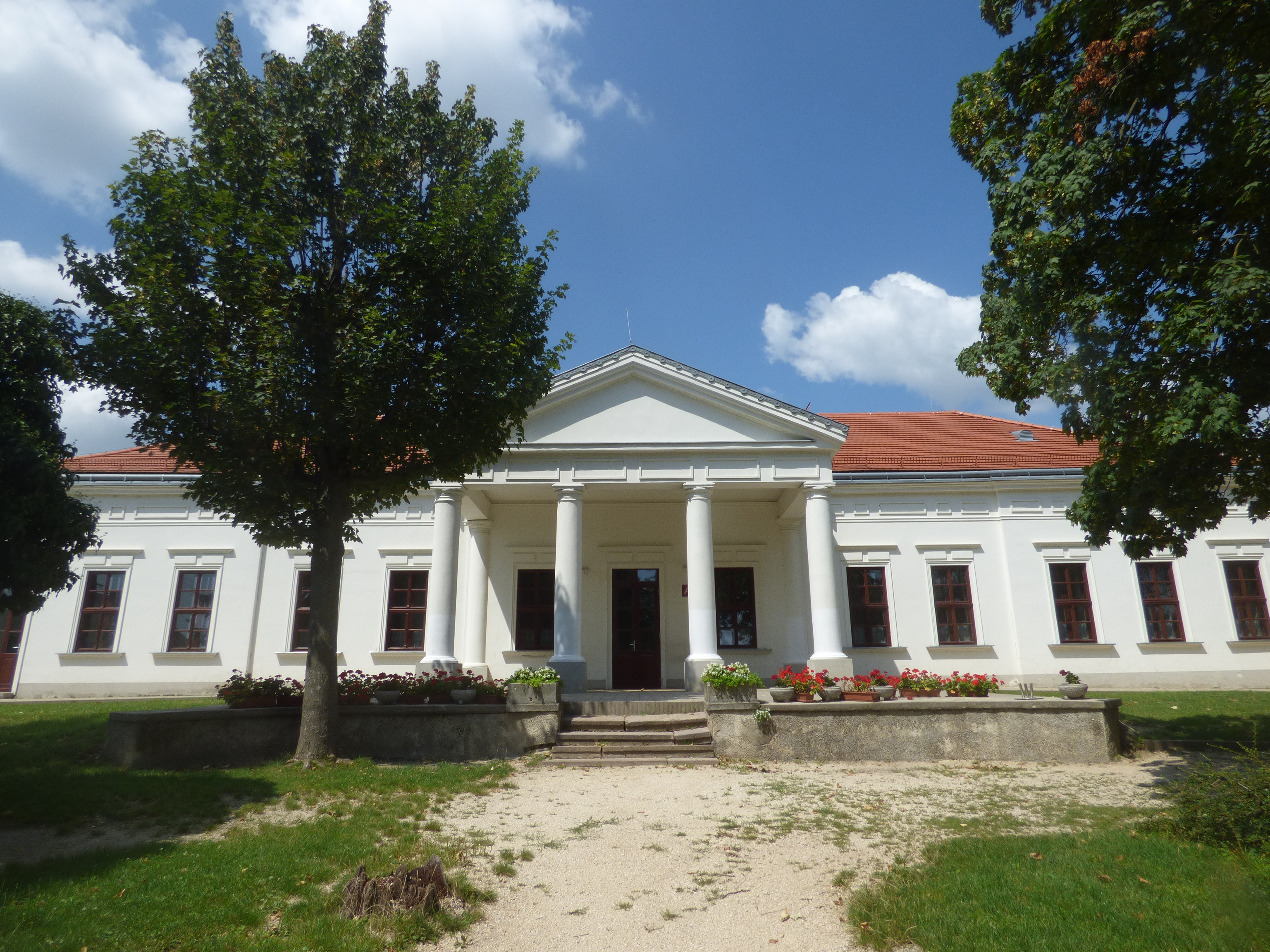
Az egykori kastély ma iskola